# Sofia de Hanovra
Sofia de Hanovra  (14 octombrie 1630 – 8 iunie 1714) a fost moștenitoarea coroanelor Angliei și Irlandei și mai târziu a Marii Britanii. Înainte de căsătorie purta titlul de Contesă de Simmern, în calitatea ei de fiică a Prințului Palatin Frederic al V-lea. Sofia a fost declarată moștenitoare prezumtivă prin Actul din 1701. A murit înainte să devină regină, iar moștenitorul tronului Marii Britanii a devenit fiul său mai mare, Georg Ludovic, Elector de Hanovra, care a devenit regele George I la 1 august 1714.

## Biografie

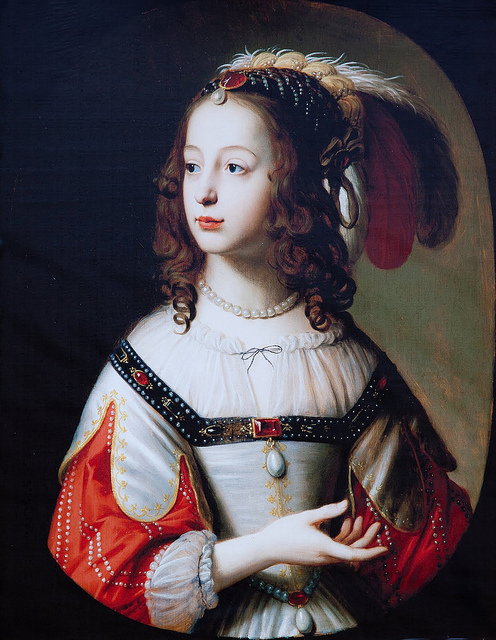
Sofia, Prințesă Palatină și Electoare de Brunswick-Lüneburgphia

A fost fiica cea mică a Electorului Palatin Frederic al V-lea și a Elisabetei Stuart. S-a născut la Haga, unde părinții ei erau în exil după Bătălia de la Muntele Alb. Prin mama sa, era nepoata regelui Iacob I al Angliei. Sofia a fost curtată de vărul ei, Carol al II-lea al Angliei, însă ea i-a refuzat avansurile crezând că el doar o folosește pentru a obține bani de la susținătorul mamei ei, Lordul William Craven.

### Căsătorie și copii
La 30 septembrie 1658, la Heidelberg, s-a căsătorit cu Ernest Augustus, Elector de Braunschweig-Lüneburg, care în 1692 a devenit primul Elector de Hanovra. Ernst August era văr de-al doilea cu mama Sofiei, Elisabeta Stuart, ambii fiind strănepoți ai regelui Christian al III-lea al Danemarcei.
Sofia a devenit prietenă și admiratoare a lui Gottfried Leibniz care era bibliotecar la curtea din Hanovra. Prietenia lor a durat din 1676 până la moartea ei, în 1714. Au avut o substanțială corespondență, publicată prima dată în secolul al XIX-lea, care relevă că Sofia a fost o femeie cu abilități intelectuale  și curiozitate. Ea cunoștea lucrările lui René Descartes și Baruch Spinoza. Împreună cu Ernest Augustus, ea a îmbunătățit foarte mult Palatul de Vara de la Herrenhausen și ea a fost spiritul de ghidare în crearea grădinilor (care încă există) care înconjoară palatul, unde a murit.
Sofia a avut câțiva copii. Dintre cei care au atins vârsta adultă sunt:
- George I al Marii Britanii (1660–1727)
- Frederick Augustus de Brunswick-Lüneburg (1661–90), general imperial
- Maximilian Wilhelm de Brunswick-Lüneburg (1666–1726), field mareșal al armatei imperiale
- Sofia Charlotte (1668–1705), regină a Prusiei
- Charles Philip de Brunswick-Lüneburg (1669–90), colonel  al armatei imperiale
- Christian Henry de Brunswick-Lüneburg (1671–1703)
- Ernest Augustus de Brunswick-Lüneburg, Duce de York și Albany (1674–1728), a devenit prinț-episcop de Osnabrück ca Ernest Augustus II

### Moștenitoare prezumptivă

Sophia ca Electoare de Hanovra, în jurul perioadei când a fost proclamată moștenitoare prezumptivă a coroanei britanice.

În septembrie 1700 Sofia s-a întâlnit cu vărul ei, regele William al III-lea al Angliei, la Loo. Acest lucru s-a întâmplat la doar două luni după moartea Prințului William, Duce de Gloucester, nepotul regelui William al III-lea și fiul viitoarei regine Anne. Până în acest moment, având în vedere reticența lui William al III-lea să se recăsătorească, includerea Sofiei în linia de succesiune a fost din ce în ce mai probabilă, deoarece ea era protestantă, așa cum era și soțul ei. 
Candidatura ei a fost, de asemenea, ajutată de faptul că ea crescând în Țările de Jos (unde părinții ei și-au petrecut ultimele câteva decenii ale vieții lor) era bine cunoscută vărului ei regele William și era capabilă să vorbească fluent cu el în limba lui maternă.
La un an după întâlnirea lor, Parlamentul Angliei a trecut "Act of Settlement 1701" declarând că în lipsa unor moștenitori legitimi de la Anne sau William al III-lea, coroanele Angliei și Scoției vor trece prințesei Sofia de Hanovra și moștenitorilor ei.
Sofia a fost făcută moștenitoare prezumtivă în scopul de a tăia orice pretenție a romano-catolicului James Francis Edward Stuart, care altfel ar fi devenit Iacob al III-lea al Angliei precum și pentru negarea tronul multor alte romano-catolici și soții romano-catolici, care avea pretenții la tron. Actul a restricționat tronul britanic la "moștenitorii protestanți" ai Sofiei de Hanovra care nu a fost niciodată romano-catolică și nici nu s-a căsătorit cu un romano-catolic. Unii politicieni britanici au încercat de câteva ori să o aducă pe Sofia în Anglia pentru a-i permite să-și asume guvernul imediat în cazul morții reginei Anne. Principesă electoare era dornică să se mute la Londra, dar propunerea a fost respinsă, o astfel de acțiune ar fi jignit-o mortal pe regină care se opunea puternic la existența unei rivale în regatul ei. Anne ar fi fost conștientă de faptul că Sofia, care era activă și plină de viață, în ciuda vârstei sale înaintate, ar putea face o figură mai bună decât ea. Sofia era complet nesigură de ceea ce s-ar întâmpla după moartea Annei, spunând: "Ce face Parlamentul într-o zi, anulează a doua zi".
Când legea a trecut la mijlocul anului 1701, Sofia (70 de ani), cinci dintre copiii ei (cu vârste între 35 și 41 de ani), și trei nepoți legitimi (cu vârste între 14 și 18 ani) erau în viață. Deși Sofia era mult mai în vârstă decât regina Anne (36 de ani), Sofia era sănătoasă și în formă și a investit timp și energie pentru a asigura succesiunea pentru ea și pentru fiul ei.
Sofia a murit la 83 de ani, o vârstă foarte avansată pentru epoca ei. Doar o lună mai târziu, în august, regina Anne a murit la vârsta de 49 de ani. Dacă Sofia ar fi supraviețuit Annei, Sofia ar fi fost cea mai în vârstă persoană care ar fi urcat pe tronul Marii Britanii.
După decesul Sofiei, fiule ei cel mare, Electoulr George Louis de Brunswick-Lüneburg (1660–1727) a devenit moștenitor prezumptiv și câteva săptămâni mai târziu i-a succedat Annei ca George I. Fiica Sofiei, Sophia Charlotte de Hanovra (1668–1705) s-a căsătorit cu Frederic I al Prusiei, din care au descins regii Prusiei.